# Лазарев-Станищев, Еким Власович
 Лазарев-Станищев Еким (Аким) Власович (Власьевич, Лазаревич) (около 1750 — после 1803) — офицер Российского императорского флота, участник русско-шведской войны 1788—1790 годов, Ревельского и Выборгского морских сражений. Георгиевский кавалер, капитан-лейтенант.

## Биография
Лазарев-Станищев Еким Власович родился около 1750 года в семье секунд-майора Власа Астафьевича Лазарев-Станищева, помещика усадьбы Павловичи Тверской губернии. 5 апреля 1763 года поступил в Морской корпус кадетом. 17 декабря 1769 года произведён в гардемарины. В 1770—1774 годах ежегодно плавал в Балтийском море и сделал три перехода из Архангельска в Кронштадт. 1 мая 1773 года произведён в мичманы.
В 1774 году командовал придворной яхтой «Алексей». В 1775—1777 годах ежегодно был в кампании в Риге на брандвахтенном фрегате «Святой Александр Невский». В 1777 году был в плавании между Кронштадтом и Ревелем. 7 января 1778 года произведён в лейтенанты. Командирован в донскую флотилию. В 1778 и 1779 годах были в плавании в Азовском и Черном морях. В 1780 году переведён из донской флотилии в Санкт-Петербург. В 1781 н 1782 году на фрегате «Лёгкий» плавал из Кронштадта к Лиссабону и обратно. 1783—1788 годах ежегодно плавал в Балтийском море и сделал два перехода из Архангельска в Кронштадт. 1 января 1785 года произведён в капитан-лейтенанты.
В 1788 году командирован в Архангельск. На линейном корабле «Сысой Великий», в составе эскадры контр-адмирала И. А. Повалишина, отправился из Архангельска в Балтийское море, но из-за повреждения корабля, зимовал в Христианзанде. В мае 1789 года на том же корабле с отрядом кораблей П. И. Лежнева перешёл в Копенгаген, где воссоединился с флотом около острова Борнхольм. Далее крейсировал у островов Борнхольм, Готланд и мыса Дагерорт. Затем, в составе эскадры вице-адмирала Т. Г. Козлянинова, прибыл в Ревель. В 1789 году командовал госпитальным судном «Холмогоры» в Ревельской эскадре.
Участник русско-шведской войны 1788—1790 годов. Командуя 36-пушечным фрегатом «Премислав», участвовал 2 мая 1790 года в Ревельском сражении и 22 июня в Выборгском сражении. 6 июля 1790 года награждён орденом Святого Георгия 4 класса № 744 (391) за отличие.
В 1791—1793 годах командовал тем же фрегатом на кронштадтском рейде. В 1793 году переведён на Черноморский флот. Выбыл до 1796 года.

## Семья
- Сын — Павел, окончил Морской корпус в 1804 году, участник русско-турецкой войны 1806—1812 годов, Дарданелльского и Афонского сражений, вышел в отставку с флота капитан-лейтенантом в 1812 году, служил по артиллерии. Подполковник с 1820, полковник с 1830, генерал-майор с 1839, генерал-лейтенант с 1849 года. Начальник подвижных запасных артиллерийских парков действующей армии, в 1855 году — член полевого аудиториата действующей армии. Георгиевский кавалер за отличие (1813 год)[12].

- Правнук — Лазарев-Станищев, Павел Николаевич (17.11.1856 — 17.9.1920) — генерал-лейтенант Русской императорской армии, Директор Донского кадетского корпуса в 1903―1917 гг., деятель Белого движения на юге России[12].